# カーネルブレッド
カーネルブレッド(Cornell bread)は、第二次世界大戦中のアメリカ合衆国で、食糧が厳しく規制される中での安価な代替パンとしてコーネル大学教授のクライヴ・マッケイにより発明されたパンである。タンパク質含量を増やすために、生地に粉乳と大豆粉を加える。また、精製小麦粉に胚芽を戻すことで、ビタミンとミネラル等の微量栄養素を強化する。
レシピは、マッケイと妻が共同執筆した、The Cornell Bread Book: 54 Recipes for Nutritious Loaves, Rolls & Coffee Cakesと題する著書によって公開された。